# Constituția Greciei din 1911
Constituția greacă a anului 1911 a fost un pas mare făcut în istoria constituțională a Greciei. În urma ridicării la putere a lui Eleftherios Venizelos de după revolta Goudi în 1909, Venizelos a încercat să reformeze statul. Aceasta reprezintă o revizie importantă a Constituției grecești din 1864.
Modificările cele mai importante ale Constituției din 1864 privesc protecția drepturilor omului, egalitatea fiscală și inviolabilitatea domiciliului, precum și sporirea puterilor judecătorești.

## Legături externe
- Constituția din 1911 a Greciei în original